# Национальный парк Кевир
Национальный парк Кевир (перс. پارک ملی کویر‎) — национальный парк и один из девяти биосферных заповедников в Иране.

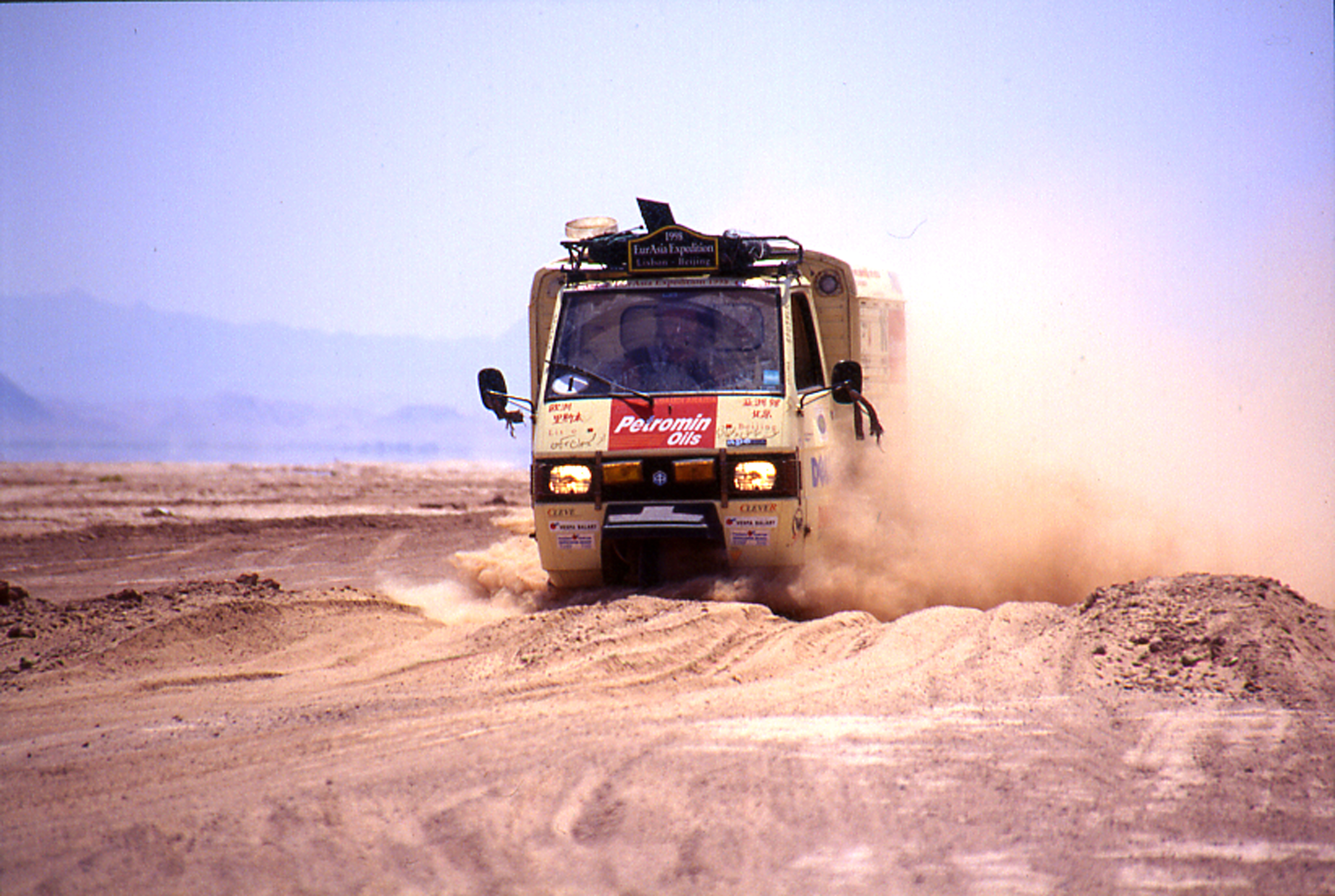

## География
Расположен в солончаковой пустыне Де́ште-Кеви́р (перс. دشت كوير‎ — Большая Соляная пустыня), в северной части Иранского нагорья. Парк занимает площадь в 4000 км² и простирается на территории четырёх провинций — Семнана, Тегерана, Кума и Исфахана. Находится в 120 км к югу от Тегерана и в 100 км к востоку от Кума. В центре парка находится караван-сарай Даир-е Гячин.
Природный ландшафт парка — пустыня.

## Климат
На востоке и юго-востоке преобладает сухой климат. Средняя и северная часть парка отличаются полусухим климатом, а в западной и юго-западной частях полувлажный климат. Такое климатическое разнообразие повлекло за собой и многообразие фауны, растительного покрова, и превратило парк в сокровищницу биосферы. Как следствие, внешний вид, общий пейзаж парка резко отличается в этих трех районах.

## Флора и фауна
Растительный мир парка представлен 355 видами пустинных и степных растений, 20 из которых являются эндемиками.
В национальном парке насчитывается 34 вида млекопитающих, среди которых: азиатский гепард, переднеазиатский леопард, волк, полосатая гиена, барханный кот, обыкновенная лисица, песчаная лисица, газель Беннетта, безоаровый козел, дикий баран, шакал и каракал.
Также на территории парка обитают 155 видов птиц, в том числе: серая и пустынная куропатки, пустынная сойка, дрофа, воробьи, зяблики, ласточки, беркут, канюк, ястреб, сапсан, пустельга, а также такие перелетные птицы как фламинго, лысуха, чирок, гуси и утки.
На территории парка также встречается 34 вида пресмыкающихся.